# Halifax, Nova Scotia
Halifax är provinshuvudstad och största stad i provinsen Nova Scotia i Kanada. Halifax kommun (Halifax Regional Municipality) hade 2016 403 131 invånare, tätorten (Metropolitan Halifax eller Halifax Urban Area) 316 701 invånare.

## Historia
Staden grundades 1749 och uppkallades efter George Montagu-Dunk, 2:e earl av Halifax.
Den 6 december 1917 kolliderade två fartyg – det ena var det franska Mont Blanc som var lastat med ammunition och trotyl, det andra seglade under norsk flagg och benämndes Imo, seglade tomt och var på väg till New York för att lasta förnödenheter till Belgien – vid stadens hamn och förorsakade en explosion vilken var dåtidens största människoskapade någonsin. Inte förrän atombombens inträde skulle sprängkraften överträffas. Mer än 2 000 personer dog, och en stor del av staden raserades. Trasiga fönsterrutor, åsamkade av explosionen, påträffades drygt 2 mil bort. Se Halifaxexplosionen.

## Sport
Då Kanada arrangerade världsmästerskapet i ishockey för herrar 2008 spelades matcher i Halifax Metro Centre.